# Вбивство у Гросс-Пойнті
«Вбивство у Гросс-Пойнті» (англ. Grosse Pointe Blank) — кримінальна комедія 1997 року.

## Сюжет
Професійний найманий убивця з Лос-Анджелеса Мартін Бланк збирається виконати чергове замовлення, вбивши федерального свідка в Детройті, штат Мічиган, недалеко від його рідного міста Гросс-Пойнт, де якраз найближчими днями повинна відбутися зустріч випускників, влаштована на честь десятиріччя закінчення школи. Повернення Мартіна до рідного міста ускладнюється зустріччю з його колишньою дівчиною Дебі, яку Мартін покинув перед самим випускним вечором, та ще й два урядових агенти, злий конкурент і інший найманий вбивця поряд вештаються.

## У ролях
| Актор          | Роль                    |
| -------------- | ----------------------- |
| Джон К'юсак    | Мартін К. Бланк         |
| Мінні Драйвер  | Дебі Ньюберрі           |
| Ден Екройд     | Гросер                  |
| Джеремі Півен  | Пол Сперицьки           |
| Алан Аркін     | доктор Отман            |
| Джоан К'юсак   | Марсела                 |
| Генк Азарія    | агент Стівен Ларднер    |
| К. Тодд Фрімен | агент Кеннет Маккаллерс |
| Барбара Гарріс | Мері Бланк              |
| Мітчелл Раян   | містер Барт Ньюберрі    |
| Майкл Кадлітц  | Боб Дестепелло          |
| Бенні Уркідес  | Фелікс Ла Пубель        |
| Дженна Ельфман | Таня                    |
| Енн К'юсак     | Емі                     |

## Критика
Фільм отримав позитивні відгуки. На Rotten Tomatoes фільм отримав оцінку 82 % на основі 73 відгуків від критиків і 86 % від більш ніж 50 000 глядачів.
Був успішним в прокаті, зібравши понад $28 млн.